# 謝爾·馬格納·邦德維克

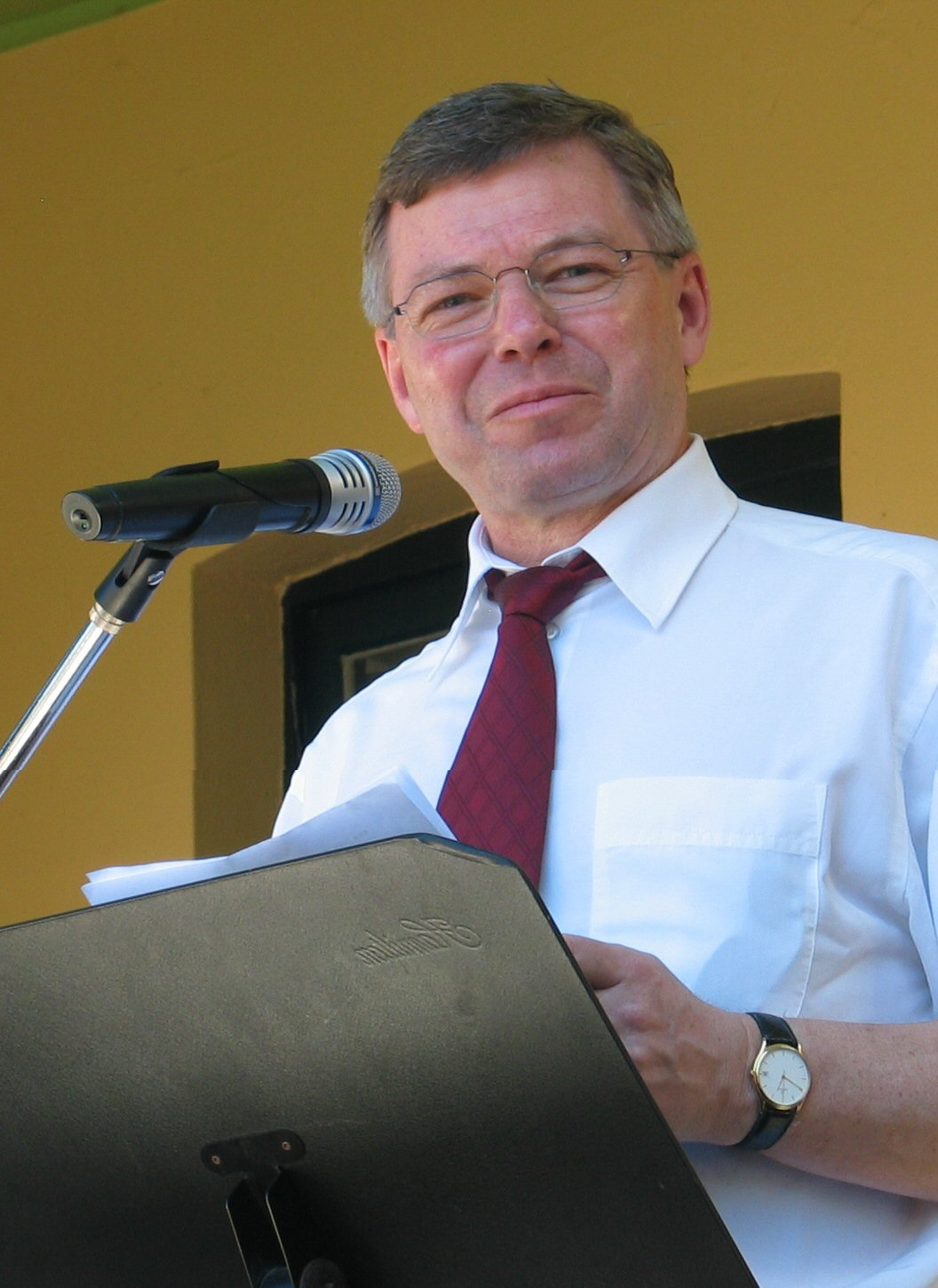
謝爾·馬格納·邦德維克

謝爾·馬格納·邦德維克（挪威语： 聆听ⓘ，生于1947年9月3日），挪威政治家，基督教人民党籍。是挪威第26任首相，其两度出任该职（1997年—2000年；2001年—2005年)。
邦德維克1975年获MF挪威神学院神学候选人学位。1973年当选为挪威基督教人民党议员，1983年至1995年任基督教人民党主席。
在2005年9月12日举行的挪威议会选举中，挪威工党夺得169个议席中的62个席位，成为议会第一大党，大选中失利的挪威右翼联合政府首相邦德维克10月14日正式宣布辞职。

## 邦德維克第一次内阁
(1997年10月17日至2000年3月3日)
- 謝爾·馬格納·邦德維克 (督教人民党) — 首相
- 克努特·沃勒贝克 (Chr.) — 外交大臣
- Ragnhild Queseth Haarstad (中间党) — 当地政府和区域发展大臣
- Magnhild Meltveit Kleppa (中间党) — 社会事务大臣
- Eldbjørg Løwer (自由党) — 劳工和管理大臣
- 古德芒德·萊斯塔 (Cen.) — 財政大臣
- Aud Inger Aure (Chr.) — 司法大臣
- 安娜·恩格尔·朗斯坦 (Cen.) — 文化大臣
- 茜爾德·弗拉菲尤·約翰遜 (Chr.) — 人权和发展大臣
- 瓦爾格·斯瓦斯塔·海於格蘭 (Chr.) — 兒童和家庭事務大臣
- 约恩·利勒通 (Chr.) — 宗教、教育和科研大臣
- 彼得·安格生 (Cen.) — 漁業和海岸事务大臣
- 达格芬·赫布罗腾 (Chr.) — 卫生和护理部大臣
- Kåre Gjønnes (Chr.) — 农业大臣
- 奧德·埃納爾·德呂姆 (Lib.) — 運輸和交通大臣
- 达格·乔斯坦·弗耶沃尔 (Chr.) — 國防大臣
- 拉爾斯·斯蓬海姆 (Lib.) — 工業和IT业大臣
- Marit Arnstad (Cen.) — 石油和能源大臣
- 古罗·弗耶兰格尔 (Lib.) — 环境大臣

## 邦德維克第二次内阁
(2001年10月19日至2005年10月17日)
(2004年6月内阁改组)
- 謝爾·馬格納·邦德維克 (督教人民党) — 首相
- 扬·彼得森 (保守党) — 外交大臣
- 埃爾娜·索爾貝格 (C) — 当地政府和区域发展大臣
- 維克托·諾曼 — 勞工和行政管理大臣(2004年6月合并)
- 英耶德·斯科 — 社会事务大臣(2004年6月合并)
- 达格芬·赫布罗滕 (Chr.) — 劳动和社会事务大臣
- 拉爾斯·斯蓬海姆 (自由党) — 农业大臣
- 佩尔-克里斯蒂安·福斯 (C) — 財政大臣
- 奧德·埃納爾·德呂姆 (Lib.) — 司法和警察大臣
- 瓦爾格·斯瓦斯塔·海於格蘭 (Chr.) — 文化和宗教事务大臣
- 茜爾德·弗拉菲尤·約翰遜 (Chr.) — 国际援助大臣
- 莱拉·道维 (Chr.) — 兒童和家庭事務大臣
- 克麗斯廷·克萊梅特 (C) — 教育和科研大臣
- 斯韋恩·盧德維格森 (C) — 漁業和海岸事务大臣
- 达格芬·赫布罗腾、安斯加爾·加布爾埃爾森 (C) — 卫生和护理部大臣
- 托麗爾德·斯科格斯霍爾姆 (Lib.) — 運輸和交通大臣
- 克麗斯廷·克龍·德沃爾 (C) — 國防大臣
- 埃納爾·斯滕斯奈斯、博爾格·布倫德 (C) — 貿易和工業大臣
- 莫顿·安德列斯·麦耶 (C) — 现代化大臣
- 图尔希德·魏德维 (C) — 石油和能源大臣
- 博爾格·布倫德克努特·哈雷德 (Chr.) — 环境大臣